# 달솔
달솔(達率)은 백제의 제2품 관직으로, 북사(北史)에 따르면 총 30명이었다고 한다.

## 역사 기록
- 진사왕 - 387년에 진가모(眞嘉謨)를 달솔로 삼다.[1]
- 무령왕 - 503년에 달솔 우영(優永)을 보내 고구려의 수곡성을 습격하였다.[2]
- 의자왕 - 흑치상지(黑齒常之)[3]